# Bastuträsk
Bastuträsk is een plaats in de gemeente Norsjö in het landschap Västerbotten en de provincie Västerbottens län in Zweden. De plaats heeft 357 inwoners (2005) en een oppervlakte van 110 hectare. De plaats had in het midden van de 20e eeuw ongeveer 1000 inwoners, dit inwoneraantal is echter snel omlaag gegaan.

## Verkeer en vervoer
De plaats ligt aan een spoorweg en heeft een uit 1892 afkomstig treinstation aan de spoorlijn Boden - Bräcke. Hier begint ook de aftaking richting Skelleftehamn met de spoorlijn Bastuträsk - Skelleftehamn. 